# Station Hamburg Alte Wöhr
Station Hamburg Alte Wöhr (Stadtpark) (Haltepunkt Hamburg Alte Wöhr (Stadtpark), kort: Haltepunkt Alte Wöhr) is een spoorwegstation in het stadsdeel Barmbek van de Duitse stad Hamburg. Het station is onderdeel van de S-Bahn van Hamburg aan de Spoorlijn Hamburg Hauptbahnhof - Hamburg-Poppenbüttel en is geopend op 29 april 1931. De toevoeging Stadtpark bij de naam van het station komt van het grote nabijgelegen Hamburger Stadtpark. De naam Alte Wöhr komt van de gelijknamige straat. 

## Indeling
Het station telt één eilandperron met twee perronsporen. Langs het station loopt het spoor van de Goederenlijn om Hamburg. Het perron is voor een deel overkapt. Via een klein stationsgebouw is er toegang tot het station via een trap en lift, het gebouw heeft geen faciliteiten. De bushaltes van het station liggen in de straat Rübenkamp, ten oosten van het station.

## Verbindingen
De volgende S-Bahnlijn doet het station Alte Wöhr aan:
| Serie | Treinsoort        | Route | Bijzonderheden |
| ----- | ----------------- | --- | -------------- |
|       | S-Bahn (DB Regio) | Hamburg Airport – /Poppenbüttel – Ohlsdorf – Alte Wöhr – Barmbek – Berliner Tor – Hauptbahnhof – Altona – Blankenese – Wedel |                |